# Sinagoga grande di Fiume
La sinagoga grande di Fiume, costruita nel 1903 in stile neomoresco e distrutta dai nazisti nel 1944, si trovava a Fiume in via del Pomerio 31.

## Storia
La comunità ebraica fiumana, costituitasi nel 1781, era cresciuta a tal punto nel Novecento da richiedere la costruzione di una sinagoga monumentale. Nel 1901 infatti vivevano a Fiume, allora fiorente porto dell'Austria-Ungheria, oltre 2600 ebrei.
A costruire la sinagoga fu chiamato il celebre architetto ungherese Leopold Baumhorn, specializzato nella costruzione di sinagoghe monumentali.
La costruzione, iniziata nel 1902 si concluse l'anno successivo ad opera dell'impresa dell'ingegnere di Fiume Carlo Alessandro Conighi e la sinagoga fu solennemente inaugurata il 22 ottobre 1903.
Baumhorn optò per uno stile eclettico per gli esterni dove si mischiavano il neobizantino, il neomoresco e l'Art Nouveau. Gli interni erano di gusto prettamente neomoresco, caratteristico delle sinagoghe dell'Europa centrale ed orientale. .
Durante la seconda guerra mondiale, la monumentale sinagoga fu inizialmente protetta dalla autorità italiane, mentre nella vicina Croazia le altre sinagoghe venivano sistematicamente distrutte dagli Ustascia. Dopo l'8 settembre 1943 Fiume fu occupata dalle truppe naziste e, il 25 gennaio 1944, la sinagoga fu bruciata andando così completamente distrutta.
A Fiume era stata costruita nel 1930, sotto il governo italiano, anche un'altra piccola sinagoga per soddisfare le esigenze della minoranza ortodossa, che mal si adattava ai rituali riformati del Tempio maggiore. La sinagoga ortodossa di Fiume è sopravvissuta alle distruzioni dell'Olocausto ed è ora la sede della piccola comunità ebraica di Fiume, ridotta oggi a un centinaio di membri.